# Oikles
Oikles (altgriechisch Οἰκλῆς Oiklḗs) ist in der griechischen Mythologie der Sohn des Antiphates und der Zeuxippe. Pausanias nennt ihn einen Sohn des Mantios, einem Bruder des Antiphates. Die Angabe von Diodor, er sei ein Sohn des Amphiaraos, ist wahrscheinlich auf einen Fehler zurückzuführen, da der ja sein Sohn war.
Nach Antiphates wurde er König von Argos und heiratete Hypermestra, die Tochter des Thestios und der Eurythemiste. Mit ihr zeugte er den Amphiaraos, den Endeos, die Iphianeira und die Polyboia.
Er begleitete Herakles, als dieser gegen den trojanischen König Laomedon zog. Während Herakles gegen Troja zog, bewachte Oikles die Schiffe. Laomedon wollte die Schiffe der Griechen zerstören und rückte gegen Oikles vor, tötete diesen und zerstörte die Schiffe. Nach anderer Überlieferung überlebte Oikles und siedelte nach dem Krieg in Arkadien. So berichtet Apollodor, dass Alkmaion auf der Flucht vor den Erinyen sich kurze Zeit bei ihm in Arkadien aufhielt und Pausanias wurde sein Grab in Arkadien gezeigt.
Sophokles verfasste eine Tragödie Oikles.